# Poplecznictwo
Poplecznictwo – typ przestępstwa polegający na utrudnianiu bądź udaremnianiu postępowania karnego przez udzielanie sprawcy przestępstwa pomocy w uniknięciu odpowiedzialności karnej. W szczególności poplecznictwo może polegać na ukrywaniu sprawcy, tworzeniu fałszywych dowodów, zacieraniu śladów przestępstwa lub odbywaniu kary za skazanego. Jednak wskazane sposoby są tylko przykładami. Poplecznictwem może być każda czynność zmierzająca do udzielenia sprawcy przestępstwa pomocy w uniknięciu odpowiedzialności karnej, jeżeli choćby tylko utrudniała ona postępowanie karne. Obecnie poplecznictwo jest stypizowane w art. 239 § 1 Kodeksu karnego z 1997.
Przepis przewiduje wyłączenie karalności w przypadku ukrywania osoby najbliższej – dotyczy to jednak tylko ukrywania, zaś pomoc udzielona sprawcy - osobie najbliższej w inny sposób umożliwia jedynie nadzwyczajne złagodzenie kary lub odstąpienie od jej wymierzenia. Takie same są konsekwencje poplecznictwa popełnionego z obawy przed odpowiedzialnością karną grożącą samemu poplecznikowi lub jego najbliższym.
Poplecznictwem nie jest udzielanie pomocy sprawcy mieszczące się w granicach prawa – np. praca obrońcy oskarżonego w postępowaniu karnym, który w żaden sposób nie może uzależniać obrony oskarżonego od uzyskania pełnej wiedzy o jego niewinności, bądź działania wobec pokrzywdzonego mające na celu skłonienie go, by odstąpił od złożenia zawiadomienia o przestępstwie lub wniosku o ściganie, jeśli ograniczają się one tylko do perswazji, przeproszenia czy propozycji zadośćuczynienia.
 Zapoznaj się z zastrzeżeniami dotyczącymi pojęć prawnych w Wikipedii.